# 托馬斯·列儂
托馬斯·列儂（Thomas Patrick Lennon，1970年8月9日—）是美國的一位演員、喜劇演員、劇作家、製作人和導演。他是MTV節目The State和喜劇中心節目雷諾911的固定成員。列儂出生在俄亥俄州奧克帕克。